# Острови (регіон)
Айлендс — один з чотирьох регіонів Папуа Нової Гвінеї. Розташований на території архіпелагу Бісмарка та Північних Соломонових островів. Це найменш заселений регіон країни з населенням 750 000 осіб (2006), що становило 14 % населення Папуа Нової Гвінеї. Регіон має різну історію в порівнянні з іншими: тут поширені австронезійські мови та знайдені в ході археологічних розкопок елементи культури Лапіта.

## Адміністративний поділ
Регіон включає в себе 4 провінції та 1 автономний регіон:
- Східна Нова Британія
- Манус
- Нова Ірландія
- Західна Нова Британія
- Автономний регіон Бугенвіль.